# Sandman: Estación de nieblas
Sandman: Estación de nieblas (en inglés, The Sandman: Season of Mists) es la cuarta novela gráfica de la colección de historietas de The Sandman, creada por Neil Gaiman y publicada por DC Comics. Contiene los números 21 al 28 de la colección regular.
Está dibujada por Mike Dringenberg, Kelley Jones y Matt Wagner, con entintado de Malcolm Jones III, P. Craig Russell, George Pratt y Dick Giordano. Los coloristas fueron Steve Oliff y Daniel Vozzo. La rotulación original estuvo a cargo de Todd Klein, y como en todos los números de la serie original de The Sandman, las portadas son obra de Dave McKean.

## Contenido
El contenido de esta novela gráfica varía dependiendo de la editorial. La edición de ECC Ediciones, incluye:
- Introducción de Harlan Ellison.
- Portada de Dave McKean para The Sandman vol. 4: Season of Mists, para la edición estadounidense.
- Epílogo de Neil Gaiman.
- Dibujos de: Terry Moore y Teri S. Wood (coloreado por Pat Duke y Daniel Vozzo), Brian Bolland, Shane Oakley, Paul Lee y Craig Hamilton.
- Biografías breves de Gaiman, Dringenberg, Jones, Wagner, Vozzo y McKean.

## Títulos
| #  | Título     | Título original | Fecha    | Guion  | Dibujo      | Tinta     | Color | Rotulación | Portada | Edición   | Edición  | pp. |
| #  | Título     | Título original | Fecha    | Guion  | Dibujo      | Tinta     | Color | Rotulación | Portada | ejecutiva | asociada | pp. |
| -- | ---------- | --------------- | -------- | ------ | ----------- | --------- | ----- | ---------- | ------- | --------- | -------- | --- |
| 21 | Prólogo    | Prologue        | dic 1990 | Gaiman | Dringenberg | Jones III | Oliff | Klein      | McKean  | Berger    | Peyer    | 24  |
| 22 | Capítulo 1 | Chapter 1       | ene 1991 | Gaiman | Jones       | Jones III | Oliff | Klein      | McKean  | Berger    | Peyer    | 24  |
| 23 | Capítulo 2 | Chapter 2       | feb 1991 | Gaiman | Jones       | Jones III | Vozzo | Klein      | McKean  | Berger    | Peyer    | 24  |
| 24 | Capítulo 3 | Chapter 3       | mar 1991 | Gaiman | Jones       | Russell   | Vozzo | Klein      | McKean  | Berger    | Peyer    | 24  |
| 25 | Capítulo 4 | Chapter 4       | abr 1991 | Gaiman | Wagner      | Jones III | Vozzo | Klein      | McKean  | Berger    | Peyer    | 24  |
| 26 | Capítulo 5 | Chapter 5       | may 1991 | Gaiman | Jones       | Pratt     | Vozzo | Klein      | McKean  | Berger    | Kwitney  | 24  |
| 27 | Capítulo 6 | Chapter 6       | jun 1991 | Gaiman | Jones       | Giordano  | Vozzo | Klein      | McKean  | Berger    | Kwitney  | 24  |
| 28 | Epílogo    | Epilogue        | jul 1991 | Gaiman | Dringenberg | Pratt     | Vozzo | Klein      | McKean  | Berger    | Kwitney  | 24  |

En los créditos de cada número se menciona además a Neil Gaiman, Sam Kieth y Mike Dringenberg como creadores de los personajes de The Sandman. En los créditos del número 23 de ECC Ediciones, en lugar de Kelley Jones dice Mike Dringenberg como dibujante de dicho número.